# Lonomia concordia
Lonomia concordia är en fjärilsart som beskrevs av Druce 1886. Lonomia concordia ingår i släktet Lonomia och familjen påfågelsspinnare. Inga underarter finns listade i Catalogue of Life.